# Jacobus Johannes van Aartsen
Jacobus Johannes van Aartsen (Sint Laurens, Zeeland, 17 januari 1936) is een Nederlands malacoloog. Hij studeerde chemische technologie aan de Technische Universiteit Delft.
Hij werkte als hoofd van het onderzoekscentrum fysische chemie bij AKZO. Zijn interesse voor de mariene weekdieren dateert al van 1956 toen hij lid werd van de Nederlandse Malacologische Vereniging. Hij specialiseerde zich in Europese micro-mollusken en in bepaalde families als de Rissoidae, Turridae en Pyramidellidae. Hij werkt nauw samen met het natuurhistorisch museum Naturalis in Leiden.
De volgende mariene mollusca werden naar hem vernoemd: het geslacht Aartsenia Warén, 1991, de soorten Cingula aartseni Verduin, 1984, Setia aartseni Verduin, 1984, Rissoa aartseni Verduin, 1985, Alvania aartseni Verduin, 1986, Odostomia aartseni Nofroni, 1988, Mathilda vanaartseni de Jong & Coomans, 1988, Turbonilla aartseni Schander, 1994 en Polemicella aartseni Robba, Di Gerronimo, Chaimanee, Negri & Sanfilippo, 2003.
Hij beschreef onder andere Kelliopsis jozinae Van Aartsen & Carrozza, 1997 (Montacutidae).